# Klaus Baess
Klaus Baard Baess (10 de noviembre de 1924-16 de septiembre de 2018) fue un deportista danés que compitió en vela en la clase Dragon. Participó en los Juegos Olímpicos de Londres 1948, obteniendo una medalla de bronce en la clase Dragon.

## Palmarés internacional
| Juegos Olímpicos | Juegos Olímpicos      | Juegos Olímpicos  | Juegos Olímpicos |
| Año              | Lugar                 | Medalla           | Clase            |
| ---------------- | --------------------- | ----------------- | ---------------- |
| 1948             | Londres (Reino Unido) | Medalla de bronce | Dragon           |